# 弦途有你 (專輯)
弦途有你 （真的周華健II 弦途有你）香港歌手周华健于1995年4月27日发行的粤语唱片，由滚石唱片公司发行，唱片编号：ROD5052。

## 唱片介绍
这张唱片作为周华健发行的广东话唱片“真的周华健·弦之系列三部曲”的第二张，有非常重要的意义。继上一张粤语专辑《有弦相聚》进军香港乐坛首战告捷后，这张专辑再接再厉，销量过百万，可以说是巩固他在香港乐坛“天王杀手”地位的法宝。
这张专辑集中了当时滚石唱片及摆渡人工作室的音乐精英精心制作，整张专辑全部歌曲的歌词均出自香港著名词人林夕之手，既保证了歌词内容的高水准，亦保持了专辑文字统筹的完整性与连贯性。周华健在专辑中担任6首歌曲的作曲，并参与多首歌曲的编曲、和声工作及整张唱片的制作，充分显示了其音乐才华。
专辑中，由周华健作曲的《浓情化不开》在香港风行一时，不仅获得香港电台十大中文金曲1995年度十大中文金曲得獎名單、无线电视十大劲歌金曲、新城电台劲爆流行音乐奖香港人创作歌曲金奖、广告歌曲银奖等音乐大奖，还被选为“谢瑞麟”珠宝饰品指定广告曲，并获香港亚洲电视第二届十大电视广告奖杰出电视广告歌曲奖。在这首歌曲的录影带中，周华健扮演一位音乐人，与徐濠萦扮演的舞蹈家相恋，但无奈命运的安排最后两人不得不挥泪分别。优美的画面、伤感的故事情节配上略带些忧伤的旋律，使这支录影带一时间成为了各大电视台的抢手货。
另外，专辑中其它歌曲如：《沿途有你》、《新天長地久之男大當戀女大當愛》、《为爱情受伤》等亦为不可多得的精品。

## 唱片曲目
| 曲序 | 曲名                         | 曲     | 詞   | 編曲               | 國語原曲/改曲             |
| 01   | 情感蒸發                     | 賴雨辰 | 林夕 | 洪敬堯             |                           |
| 02   | 濃情化不開                   | 周華健 | 林夕 | 戴維雄             | 爱一个人 恨一个人（李度） |
| 03   | 新天長地久之男大當戀女大當愛 | 周華健 | 林夕 | 李庭匡             |                           |
| 04   | 女兒歌                       | 周華健 |      | 擺渡人之友、周華健 | 哼唱、沒有歌詞            |
| 05   | 為愛情受傷                   | 周華健 | 林夕 | 洪敬堯             | 我試著假裝                |
| 06   | 然後然後                     | 包小柏 | 林夕 | 包小松             |                           |
| 07   | 風笑痴(Acoustic Version)     | 周華健 | 林夕 | 李庭匡             |                           |
| 08   | 多一分鐘，少一分鐘           | 包小松 | 林夕 | 蔡朝華             |                           |
| 09   | 從一開始                     | 周華健 | 林夕 | 洪敬堯             |                           |
| 10   | 沿途有你                     | 劉志宏 | 林夕 | 洪敬堯             | 若不是因為你              |

## 獎項
- 1995年度商業電台叱咤樂壇流行榜頒獎典禮－叱咤樂壇男歌手銅獎
- 1995年度商業電台叱咤樂壇流行榜頒獎典禮－叱咤樂壇唱作人大獎
- 1995年度香港無線電視十大勁歌金曲頒獎典禮－十大金曲獎《濃情化不開》
- 1995年度香港無線電視十大勁歌金曲頒獎典禮－最受歡迎創作歌星金獎
- 1995年度十大中文金曲頒獎音樂會－十大優秀流行歌手大獎
- 1995年度十大中文金曲頒獎音樂會－十大中文金曲獎《濃情化不開》
- 1995年度十大中文金曲頒獎音樂會－最佳原創歌曲獎《濃情化不開》
- 1995年度新城勁爆頒獎禮－勁爆香港人創作歌曲獎金獎《濃情化不開》
- 1995年度新城勁爆頒獎禮－勁爆廣告歌曲獎銀獎《濃情化不開》
- 1995年度新城勁爆頒獎禮－勁爆監製《沿途有你》（周華健）